# Akdağ, Yakutiye
Akdağ là một xã thuộc huyện Yakutiye, tỉnh Erzurum, Thổ Nhĩ Kỳ. Dân số thời điểm năm 2011 là 296 người.